# 第四西徐亚军团
第四西徐亚军团（英語：Legio IV Scythica）古罗马军队建制名称。由马克·安东尼于公元前42年建立并存在至5世纪。该军团曾先后参加罗马-波斯战争、犹太战争等一系列相关军事活动，具有重要地影响与积极意义。